# サレガマ
サレガマ、もしくはサレガマ・インディア（英語：Saregama India Limited）は、インドのレコード会社。
旧社名は「The Gramophone Company of India」。1985年までEMIの子会社だった。

## 概要
同社の歴史は、イギリスのコロムビア・レコード社（のちのEMI）が、1901年に最初の海外支店をコルカタに設置したことから始まる。
1902年11月8日、インドで最初の蓄音機による録音（ガウハール・ジャーンによる「カヤル」の歌唱）が行われた。当時は録音スタジオがなかったため、ホテルの大広間を2つ使って即席の録音スタジオを作り、録音が行われた。
この支店が、1946年8月13日に公開有限会社「The Gramophone Co. (India) Limited」として独立。1968年には公開会社化し、「The Gramophone Company of India Limited」へ社名を改めた。
1985年、会社の財務状況が悪化。会社は、ムンバイに拠点を置くコングロマリットのRPGグループへと引き継がれた。
2000年11月3日に社名がサレガマ・インディア（Saregama India Limited）に変更され、2005年には、残りのEMI関連会社がRPGグループに売却された。

## ダムダムスタジオ
1928年、英コロムビアはコルカタにレコーディングスタジオを建設した。「ダムダムスタジオ」の愛称で知られたこのスタジオでは、ガウハール・ジャーンが「ジョーギヤー」を録音したのを皮切りに、のべ3万を超える録音が行われた。過去にはノーベル文学賞を受賞したラビンドラナート・タゴールが、このスタジオで詩の朗読の録音を行ったこともあった。